# Bolgarské jazyky
Bolgarské jazyky tvoří samostatnou větev turkické jazykové rodiny. Patří do Ogurské nebo Bulgarské podskupiny, nazvané Lir nebo R. 

## Dělení
- Ogurské nebo Bulgarské
  -     - Protobulharština - vymřelá
    - Čuvaština
    - Hunština - vymřelá
    - Chazarština - vymřelá
    - Turkoavarština - vymřelá